# Плоская (Дубенский район)
Плоская (укр. Плоска) — село в Таракановской сельской общине Дубенского района Ровненской области Украины.
Население по переписи 2001 года составляло 680 человек. Почтовый индекс — 35651. Телефонный код — 3656. Код КОАТУУ — 5621685201.